# Giuseppe Luigi Gonzaga
Giuseppe Luigi Gonzaga (1761 – Varsavia, 10 giugno 1818) è stato un nobile e militare italiano.

## Biografia
Era figlio di Filippo Luigi Gonzaga (1740-?) della linea dei "Gonzaga di Castiglione" e di Marianna della Cerda di Medinaceli.
Nel 1785 entrò nell'Armata Russa col grado di colonnello. Nel 1792 fu nell'Armata Polacca a Varsavia, sotto il comando del generale Tadeusz Kościuszko e nel 1812 venne nominato da Napoleone generale di divisione e conte palatino.
Morì nel 1818 e fu sepolto a Wola, quartiere di Varsavia, per ordine del granduca Costantino. Il funerale ottenne infatti una scorta russa comandata dal generale Przebendowsky.

## Discendenza
Giuseppe Luigi sposò in prime nozze il 13 ottobre 1785 Elena Maria Costanza Suzoff (?-1789), contessa di Murzynowski e in seconde nozze Giulia Maddalena d'Esterházy (?-1836).
Ebbe tre figli:
- Matteo Luigi (1792-1828), Grande di Spagna di I classe, colonnello dell'esercito spagnolo
- Massimiliano (1794-1813), tenente colonnello, morto nella battaglia di Lipsia
- Alessandro Andrea (1799-1850?), sposò la contessa Maria Elisa Coke
- Maria Luisa (1804-?), sposò il principe Ogiński[senza fonte]

## Ascendenza
|                                    |   |                            | Genitori                           |  |  | Nonni |  |  | Bisnonni              |  |  | Trisnonni     |  |
|                                    |   |                            |                                    |  |  |       |  |  | Ferdinando II Gonzaga |  |  | Carlo Gonzaga |  |
|                                    |   |                            |                                    |  |  |       |  |  | Ferdinando II Gonzaga |  |  | Carlo Gonzaga |  |
|                                    |   | Isabella Martinengo        |                                    |  |  |       |  |  | Ferdinando II Gonzaga |  |  |               |  |
| Francesco Gonzaga                  |   |                            |                                    |  |  |       |  |  | Ferdinando II Gonzaga |  |  |               |  |
|                                    |   | Laura Pico della Mirandola | Alessandro II Pico della Mirandola |  |  |       |  |  |                       |  |  |               |  |
|                                    |   | Laura Pico della Mirandola | Alessandro II Pico della Mirandola |  |  |       |  |  |                       |  |  |               |  |
|                                    |   | Laura Pico della Mirandola | Anna Beatrice d'Este               |  |  |       |  |  |                       |  |  |               |  |
| Filippo Luigi Gonzaga              |   | Laura Pico della Mirandola |                                    |  |  |       |  |  |                       |  |  |               |  |
|                                    |   | Carmine Nicolao Caracciolo | Marino V Caracciolo                |  |  |       |  |  |                       |  |  |               |  |
|                                    |   | Carmine Nicolao Caracciolo | Marino V Caracciolo                |  |  |       |  |  |                       |  |  |               |  |
|                                    |   | Carmine Nicolao Caracciolo | Giovanna Caracciolo di Torella     |  |  |       |  |  |                       |  |  |               |  |
| Giulia Chiteria Caracciolo         |   | Carmine Nicolao Caracciolo |                                    |  |  |       |  |  |                       |  |  |               |  |
|                                    |   | Giovanna Costanza Ruffo    | Francesco Ruffo                    |  |  |       |  |  |                       |  |  |               |  |
|                                    |   | Giovanna Costanza Ruffo    | Francesco Ruffo                    |  |  |       |  |  |                       |  |  |               |  |
|                                    |   | Giovanna Costanza Ruffo    | Giovanna Lanza                     |  |  |       |  |  |                       |  |  |               |  |
| Giuseppe Luigi Gonzaga             |   | Giovanna Costanza Ruffo    |                                    |  |  |       |  |  |                       |  |  |               |  |
|                                    | … | …                          |                                    |  |  |       |  |  |                       |  |  |               |  |
|                                    | … | …                          |                                    |  |  |       |  |  |                       |  |  |               |  |
|                                    | … | …                          |                                    |  |  |       |  |  |                       |  |  |               |  |
| …                                  | … |                            |                                    |  |  |       |  |  |                       |  |  |               |  |
|                                    |   | …                          | …                                  |  |  |       |  |  |                       |  |  |               |  |
|                                    |   | …                          | …                                  |  |  |       |  |  |                       |  |  |               |  |
|                                    |   | …                          | …                                  |  |  |       |  |  |                       |  |  |               |  |
| Marianna della Cerda di Medinaceli |   | …                          |                                    |  |  |       |  |  |                       |  |  |               |  |
|                                    |   | …                          | …                                  |  |  |       |  |  |                       |  |  |               |  |
|                                    |   | …                          | …                                  |  |  |       |  |  |                       |  |  |               |  |
|                                    |   | …                          | …                                  |  |  |       |  |  |                       |  |  |               |  |
| …                                  |   | …                          |                                    |  |  |       |  |  |                       |  |  |               |  |
|                                    |   | …                          | …                                  |  |  |       |  |  |                       |  |  |               |  |
|                                    |   | …                          | …                                  |  |  |       |  |  |                       |  |  |               |  |
|                                    |   | …                          | …                                  |  |  |       |  |  |                       |  |  |               |  |
|                                    |   | …                          |                                    |  |  |       |  |  |                       |  |  |               |  |